# Träskaraber
Träskaraber (arabiska: عرب الأهوار, ʻArab al-Ahwār) även kallad Maʻdān (arabiska: معدان "boende på slätten"); Qahtan (arabiska: قحطان) ” sydarabisk stamm” eller Shroog (mesopotamiska arabiska شروگ), "de från öster") – de tre sistnämnda anses ofta vara nedsättande i våra dagar – är invånare i de irakiska träskmarkerna i det moderna södra Irak, såväl som i Hawizeh-myrarna som ligger på båda sidor om gränsen mellan Irak och Iran.
Bestående av medlemmar av många olika sydarabiska och mandeiska stammar, såsom Āl Bū Muḥammad, Ferayghāt, Shaghanbah, Āl Khamisi, hade Maʻdān utvecklat en kultur centrerad på myrarnas naturresurser som skilde sig från andra arabers. Många av myrarnas invånare fördrevs när våtmarkerna dränerades under och efter upproret 1991 i Irak. Dräneringen av kärren orsakade en betydande nedgång i bioproduktiviteten; efter den multinationella styrkans störtande av Saddam Husseins regim återställdes vattenflödet till myrarna och ekosystemet har börjat återhämta sig.

## Historia och diskriminering
Träskaraber har genom historien blivit utsatta för diskriminering och slaveri på grund av sitt yrke, utseende och hudfärg, de har även blivit nekade utbildning, särskilt av kurder och sunni araber. Träskarab eller shroogi är en person som kommer från landsbygden i södra Irak, särskilt från städerna runt Basra, Amarah och Nasiriyah.  Det anses vara ett rasistiskt ord som främst används av kurder och baghdadier i Irak. Kurder och baghdadier ser ner på bönderna i södra Irak när det gäller att odla mark, kurder anser att dessa bönder är lågklassmänniskor och inte förtjänar respekt, de förnekar också deras arabiska härkomst och påstår att de är romer (kawliya). Feylikurdiska emirer i Bagdad brukade använda kastrerade träskaraber som tjänare och väktare i sina hem och harem, man kastrerade träskaraber så att kvinnorna inte skulle bli utsatta för våldtäkt.

### Folkmord och etnisk utrensning
Under första världskriget utsattes träskaraberna för systematiskt folkmord av feylikurdiska stammar med stöd från Persien och Osmanska riket. Feyliernas motiv var att utrota och landsförvisa träskaraberna, feylierna ville utöka träsken och koppla ihop dem med resten av persiska viket. Feylierna ville ha tillgång till kusten och hamnar så att de kunde handla med omvärlden och bilda ett självständigt land. Feylikurdiska soldater mördade och förslavade familjer, våldtog kvinnor och steriliserade barn så att populationen inte skulle växa. Soldaterna brände ner byar, bondgårdar och förgiftade brunnar så att lokalbefolkningen svalt. Runt 3 miljoner träskaraber mördades under processen, varav 70 % av den mandeiska och romska populationen minskades rejält. Feylierna misslyckades med sin kampanj då Storbritannien hindrade dem från att uppnå sitt mål efter att Osmanska riket förlorat kriget.